# Icones Filicum
Icones Filicum (abreviado Icon. Filic.) es un libro ilustrado con descripciones botánicas que fue escrito conjuntamente por  William Jackson Hooker y Robert Kaye Greville. Se publicó en los años 1827-1832.